# Brescia University College

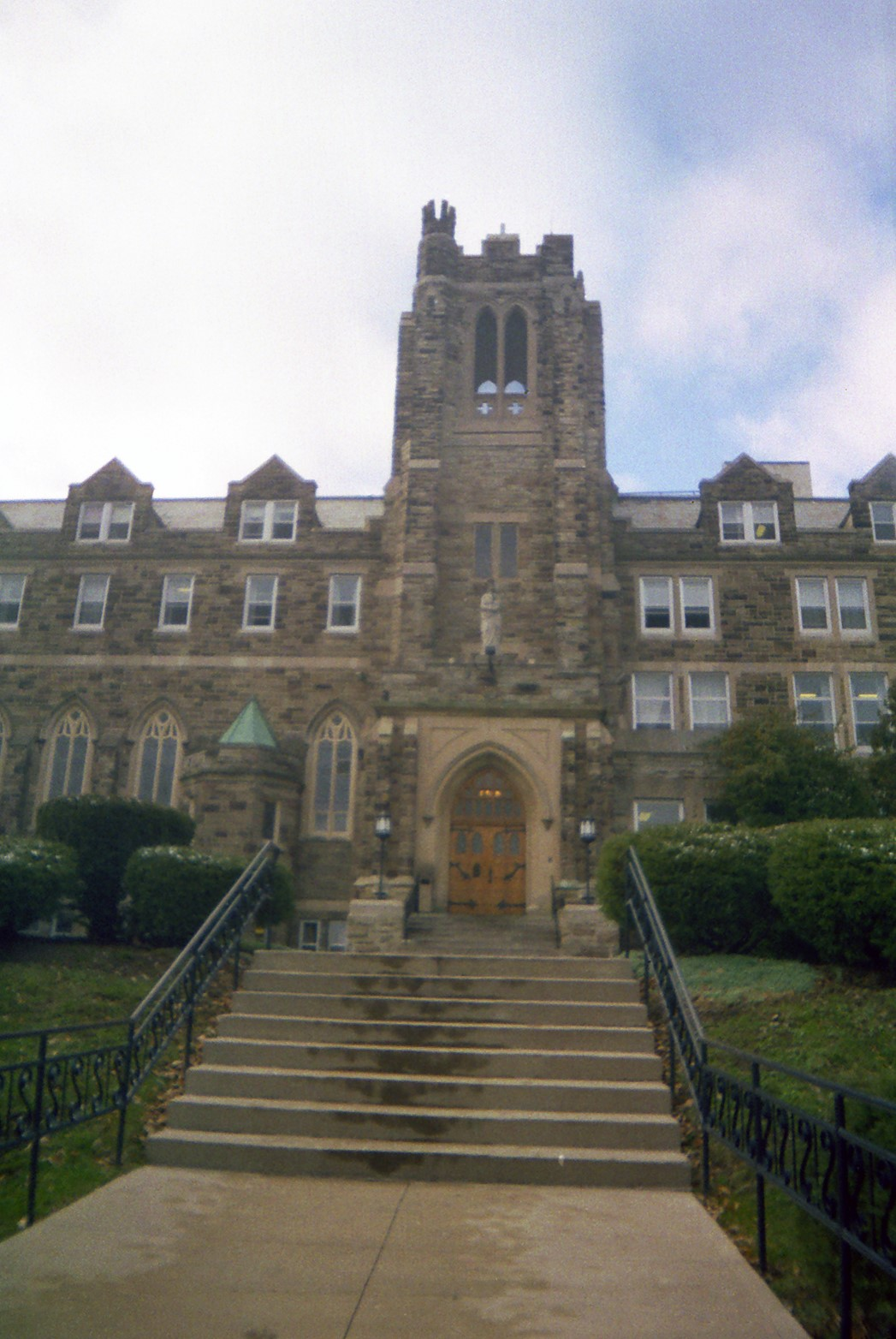
Brescia Campus (University of Western Ontario)

Das Brescia University College ist eine römisch-katholische Privatuniversität in London, Ontario, Kanada. Sie ist das einzige College in Kanada nur für Frauen.
Die Hochschule wurde 1919 als Ursuline College von der Ordensgemeinschaft der Ursulinen gegründet und zwar als Ableger der anglikanisch geprägten University of Western Ontario. 1963 firmierte das College zum Brescia College um und mit der Anerkennung als Universität 2001 zum Brescia University College.
Die Hochschule bietet Bachelor-, Master- und Zertifikatsprogramme für circa 1500 Studenten an.